# Gioconda (Madrid)
Gioconda din Madrid (în italiană Gioconda di Madrid, cunoscută și ca Prado Mona Lisa) este o pictură realizată în atelierul de lucru al lui Leonardo da Vinci și folosește aceeași compoziție și subiect precum bine cunoscuta pictură Gioconda (Mona Lisa) din muzeul Luvru. Gioconda din Madrid a fost parte a colecției muzeului Prado încă din 1819, fiind însă considerată o copie relativ neimportantă decenii întregi. După ce a fost restaurată în 2012, s-a observat că aceasta este de fapt cea mai veche copie, realizată într-un atelier de lucru, după opera de artă a lui Leonardo.
În ciuda faptului că există zeci de copii ale Giocondei, care au supraviețuit până în ziua de azi, realizate în secolele al XVI-lea și al XVII-lea, este foarte posibil ca Gioconda din Madrid să fi fost realizată în același timp de către un ucenic al lui Leonardo în același atelier în care chiar el și-a realizat propria Gioconda, fiind astfel copia cu cea mai mare valoare istorică. Dintre ucenicii lui Leonardo, Salaì și Francesco Melzi sunt considerați cel mai probabil autorii ai acestei picturi, chiar dacă unii specialiști au argumentat faptul că opera ar fi putut fi realizată de către unul dintre ucenicii de origine spaniolă ai lui Leonardo.